# Axel Ngando
Pour les articles homonymes, voir Ngando.
Axel Ngando Elessa, né le 13 juillet 1993 à Asnières-sur-Seine, est un footballeur français. Il évolue au poste de milieu de terrain.

## Biographie

### En club
Axel Ngando commence le football à l'âge de six ans à l'AS Courdimanche. Son père est un joueur de division d'honneur et son oncle est l'international camerounais Patrick Mboma. Ses parents déménagent ensuite en région parisienne et il évolue deux ans à l'US Méry-sur-Oise puis pendant une saison à l'AS Saint-Ouen-l’Aumône.
Repéré par le Paris Saint-Germain et le Stade rennais FC lors de la coupe nationale des benjamins, il intègre les équipes de jeunes du PSG, où il joue durant deux ans, puis décide de rejoindre le centre de formation du Stade rennais car, « le Stade rennais avait plus une image de formateur que le Paris Saint-Germain ».
Il est ensuite approché par la Juventus Turin qui lui propose un contrat de cinq ans, mais repousse la proposition et signe un contrat stagiaire avec le club rennais. Ngando intègre l'équipe réserve du club breton qui évolue en CFA lors de la saison 2010-2011. Il signe son premier contrat professionnel en avril 2012.
Lors de la saison 2012-2013, l'entraîneur de l'équipe première Frédéric Antonetti le fait débuter pour la première fois en Ligue 1, le 2 février, à l'occasion d'un match disputé au Stade du Moustoir face au FC Lorient. Il entre en jeu à la 90e minute de la rencontre en remplacement de Romain Alessandrini et inscrit le but du match nul deux buts partout. Il dispute au total quatre rencontres en championnat lors de cette saison.
Lors de la saison 2013-2014, Axel Ngando est prêté par le Stade rennais FC à l'AJ Auxerre. Il connaît sa première titularisation avec le club icaunais le 4 octobre 2013 face à Laval. Avec son coéquipier Paul-Georges Ntep, il forme un duo offensif efficace qui séduit les spectateurs du stade de l'Abbé-Deschamps. Après une première partie de saison réussie et prometteuse où il s'affirme comme le joueur clé d'une équipe en forme, il connaît une baisse de régime et une perte d'influence au sein d'une AJ Auxerre à la peine. Il franchit néanmoins un cap avant de revenir dans l'effectif de son club formateur.
Non utilisé lors de la première partie de saison 2014-2015, Ngando est prêté au SCO Angers le 12 janvier 2015, et participe à la montée en Ligue 1 des Angevins. De retour au Stade rennais, il est finalement transféré le 31 août 2015 au SC Bastia, avec lequel il signe un contrat de trois ans.
Le 1er août 2019, après une expérience de deux ans en Turquie au Götzepe SK, Axel Ngando revient en France et plus précisément dans son ancien club de AJ Auxerre. Il quitte Auxerre à la fin de son contrat en juin 2021.
Libre de tout contrat après deux saisons à Auxerre, le 30 décembre 2021, Axel Ngando signe en faveur du Grenoble Foot 38.
En septembre 2023, Ngando rejoint le club azerbaïdjanais de l'Araz Nakhitchevan pour une saison.

### En équipe nationale
Axel Ngando intègre l'équipe de France des moins de 18 ans le 22 mars 2011 pour un match face aux juniors allemands. Le sélectionneur Pierre Mankowski le fait entrer en jeu à la 86e minute de la rencontre en remplacement d'Anthony Koura, le match se conclut sur une défaite des jeunes français sur le score de trois buts à deux. Il compte quatre sélections avec cette équipe.
Il joue son premier match avec les moins de 19 ans le 6 septembre 2011, lors d'une rencontre amicale face à l'Italie. Il dispute l'intégralité de la rencontre, le match se terminant sur le score de 3-1 en faveur des joueurs français. Il dispute 15 rencontres pour un but inscrit avec les moins de 19 ans
Il intègre en septembre 2012 l'équipe de France des moins de 20 ans en disputant un match amical face à la Chine. Il est ensuite sélectionné en juillet 2013 pour la coupe du monde des moins de 20 ans qui se déroule en Turquie.

## Style de jeu
Axel Ngando est un milieu offensif gaucher, qui peut également évoluer plus bas au poste de relayeur. « Brillant techniquement, doté d'un sens tactique et d'une vision du jeu bien supérieurs à la moyenne », c'est un meneur de jeu qui s'exprime surtout par ses passes, même s'il sait évoluer entre les lignes et éliminer des adversaires grâce à de bonnes capacités de dribble. Il estime ainsi que « [ses] qualités sont la vision du jeu et la technique. » Son modèle est Ronaldinho. 

## Statistiques
| Saison                | Club                  | Championnat           | Championnat | Championnat | Coupe nationale | Coupe nationale | Coupe de la Ligue | Coupe de la Ligue | Total | Total |
| Saison                | Club                  | Division              | M.          | B.          | M.              | B.              | M.                | B.                | M.    | B.    |
| 2010-2011             | Stade rennais FC B    | CFA                   | 6           | 1           | -               | -               | -                 | -                 | 6     | 1     |
| 2011-2012             | Stade rennais FC B    | CFA 2                 | 16          | 2           | -               | -               | -                 | -                 | 16    | 2     |
| 2012-2013             | Stade rennais FC B    | CFA 2                 | 11          | 1           | -               | -               | -                 | -                 | 11    | 1     |
| 2014-2015             | Stade rennais FC B    | CFA 2                 | 7           | 4           | -               | -               | -                 | -                 | 7     | 4     |
| Sous-total            | Sous-total            | Sous-total            | 40          | 8           | -               | -               | -                 | -                 | 40    | 8     |
| 2012-2013             | Stade rennais FC      | Ligue 1               | 4           | 1           | -               | -               | -                 | -                 | 4     | 1     |
| 2013-2014             | AJ Auxerre (prêt)     | Ligue 2               | 25          | 3           | 4               | 1               | 2                 | 0                 | 31    | 4     |
| 2014-2015             | Angers SCO (prêt)     | Ligue 2               | 19          | 1           | 0               | 0               | 0                 | 0                 | 19    | 1     |
| 2015-2016             | SC Bastia             | Ligue 1               | 22          | 2           | 2               | 0               | 1                 | 0                 | 25    | 2     |
| 2016-2017             | SC Bastia             | Ligue 1               | 19          | 0           | 1               | 0               | 0                 | 0                 | 20    | 0     |
| Sous-total            | Sous-total            | Sous-total            | 41          | 2           | 3               | 0               | 1                 | 0                 | 45    | 2     |
| 2017-2018             | Götzepe SK            | Süper Lig             | 16          | 2           | 1               | 1               | -                 | -                 | 17    | 3     |
| 2018-2019             | Götzepe SK            | Süper Lig             | 14          | 1           | 4               | 3               | -                 | -                 | 18    | 4     |
| Sous-total            | Sous-total            | Sous-total            | 30          | 3           | 5               | 4               | -                 | -                 | 35    | 7     |
| 2019-2020             | AJ Auxerre            | Ligue 2               | 16          | 5           | 2               | 1               | 1                 | 0                 | 19    | 6     |
| 2020-2021             | AJ Auxerre            | Ligue 2               | 29          | 2           | 1               | 0               | -                 | -                 | 30    | 2     |
| Sous-total            | Sous-total            | Sous-total            | 45          | 7           | 3               | 1               | 1                 | 0                 | 49    | 8     |
| 2021-2022             | Grenoble Foot 38      | Ligue 2               | 4           | 0           | -               | -               | -                 | -                 | 4     | 0     |
| 2022-2023             | Grenoble Foot 38      | Ligue 2               | 19          | 0           | -               | -               | -                 | -                 | 19    | 0     |
| Sous-total            | Sous-total            | Sous-total            | 23          | 0           | -               | -               | -                 | -                 | 23    | 0     |
| 2023-2024             | Araz Nakhitchevan     | Premier League        | 1           | 0           | -               | -               | -                 | -                 | 1     | 0     |
| Total sur la carrière | Total sur la carrière | Total sur la carrière | 228         | 25          | 14              | 6               | 4                 | 0                 | 246   | 31    |

## Palmarès
Avec l'équipe de France des moins 20 ans, Ngando remporte son unique titre en carrière avec le sacre en Coupe du monde lors de l'édition 2013.